# Chlorops pauper
Chlorops pauper är en tvåvingeart som beskrevs av Becker 1911. Chlorops pauper ingår i släktet Chlorops och familjen fritflugor. Inga underarter finns listade i Catalogue of Life.